# Жуль Года
Жуль Года (фр. Jules Goda, нар. 30 травня 1989, Яунде) — камерунський футболіст, воротар національної збірної Камеруну та французького клубу «Аяччо».

## Клубна кар'єра
У дорослому футболі дебютував 2007 року виступами за команду клубу «Бастія». 
Згодом з 2011 по 2016 рік грав у складі команд «Олімпік» (Марсель), «Портімоненсі», «Лариса» та «Газелек».
До складу клубу «Аяччо» приєднався 2016 року.

## Виступи за збірну
2011 року дебютував в офіційних матчах у складі національної збірної Камеруну.
У складі збірної був учасником Кубка африканських націй 2017 року у Габоні.

## Досягнення
- Чемпіон Африки: 2017